# Jon Izagirre
Jon Izagirre Insausti (* 4. února 1989) je španělský profesionální silniční cyklista a cyklokrosař jezdící za UCI WorldTeam Cofidis.

## Kariéra
Izagirre, který se narodil v baskickém městě Ormaiztegi, pochází z rodiny profesionálních cyklistů, kdy jak jeho otec José Ramón a bratr Gorka profesionálně závodili v cyklokrosu a v silniční cyklistice. Se svým bratrem se ve World Tour setkal poprvé v roce 2011, když se připojil k týmu Euskaltel–Euskadi. Své první profesionální vítězství získal na jaře 2012 – v dubnu na závodu Vuelta Asturias vyhrál individuální časovku. O pár týdnů později se na Giru d'Italia dostal v 16. etapě do úniku, z něhož 4 km před cílem na závěrečném stoupání zaútočil a dojel si pro etapový triumf, 16 sekund před nejbližším pronásledovatelem.
Po zániku týmu Euskaltel–Euskadi na konci sezóny 2013 se Izagirre i se svým bratrem přesunul do UCI WorldTeamu Movistar Team pro sezónu 2014.
V roce 2015 se Izagirre stal celkovým vítězem etapového závodu Tour de Pologne. Do poslední etapy vstupoval na 6. příčce v celkovém pořadí, ale v závěrečné zvlněné časovce dlouhé 25 km překonal lídra závodu Sergia Henaa (Team Sky) a další závodníky nad sebou, díky čemuž si mohl připsat celkové vítězství v závodu.
Na Tour de France 2016 Izagirre vyhrál 20. etapu s cílem v Morzine poté, co zaútočil na mokrém sjezdu ze tříčlenné skupiny, která jela na čele závodu před závěrečné stoupání Col de Joux Plane.
Před sezónou 2017 se Izagirre přesunul do nově vzniklého týmu Bahrain–Merida. Do Tour de France vstupoval jako lídr týmu pro celkové pořadí, ale v 1. etapě, individuální časovce v Düsseldorfu, utrpěl bederní zlomeninu, která ho vyřadila ze závodění po zbytek sezóny.
Před sezónou 2018 se k Izagirrovi v týmu Bahrain–Merida připojil jeho bratr Gorka. V srpnu 2018 bylo oznámeno, že oba bratři podepsali kontrakt s týmem Astana pro sezónu 2019. V říjnu 2020 Izagirre vyhrál 6. etapu Vuelty a España, čímž zkompletoval svoji sbírku etapových vítězství na všech třech Grand Tours. V září 2021 Izagirre podepsal jednoletý kontrakt s týmem Cofidis pro sezónu 2022.

## Hlavní výsledky
2006
Národní cyklokrosový šampionát
3. místo závod juniorů
2008
vítěz Gipuzkoa ITT
Národní šampionát
3. místo silniční závod do 23 let
2009
Baskický cyklokrosový šampionát
vítěz závodu do 23 let
vítěz Memorial Angel Mantecon
Bizkaiko Bira
vítěz 4. etapy
Bidasoa Itzulia
5. místo celkově
2011
4. místo Prueba Villafranca de Ordizia
2012
Giro d'Italia
vítěz 16. etapy
Vuelta Asturias
vítěz etapy 2b (ITT)
3. místo Les Boucles du Sud Ardèche
Tour de Pologne
7. místo celkově
2013
Národní šampionát
2. místo silniční závod
Tour de Pologne
2. místo celkově
Tour Down Under
4. místo celkově
9. místo Grand Prix Cycliste de Montréal
2014
Národní šampionát
 vítěz silničního závodu
2. místo časovka
Tour de Pologne
2. místo celkově
Vuelta a Andalucía
4. místo celkově
Tour of Britain
6. místo celkově
Tour de Romandie
8. místo celkově
2015
Tour de Pologne
 celkový vítěz
2. místo GP Miguel Indurain
2. místo Prueba Villafranca de Ordizia
Mistrovství světa
 3. místo týmová časovka
Kolem Baskicka
3. místo celkově
Volta ao Algarve
10. místo celkově
2016
Národní šampionát
 vítěz časovky
vítěz GP Miguel Indurain
Tour de France
vítěz 20. etapy
Volta ao Algarve
2. místo celkově
Tour de Suisse
2. místo celkově
vítěz 8. etapy (ITT)
Tour de Romandie
3. místo celkově
vítěz prologu
Volta a la Comunitat Valenciana
4. místo celkově
Paříž–Nice
5. místo celkově
Olympijské hry
8. místo časovka
Eneco Tour
8. místo celkově
8. místo Grand Prix Cycliste de Montréal
2017
Národní šampionát
3. místo silniční závod
Kolem Baskicka
3. místo celkově
Tour de Romandie
5. místo celkově
5. místo Lutych–Bastogne–Lutych
Tour de Suisse
6. místo celkově
6. místo Vuelta a Murcia
Paříž–Nice
7. místo celkově
7. místo Amstel Gold Race
2018
Národní šampionát
3. místo časovka
Kolem Baskicka
3. místo celkově
Paříž–Nice
4. místo celkově
6. místo Il Lombardia
7. místo Clásica de San Sebastián
Vuelta a España
9. místo celkově
2019
Kolem Baskicka
 celkový vítěz
Volta a la Comunitat Valenciana
 celkový vítěz
Paříž–Nice
vítěz 8. etapy
Vuelta a España
vítěz 1. etapy (TTT)
Vuelta a Andalucía
2. místo celkově
2020
Vuelta a España
vítěz 6. etapy
Vuelta a Andalucía
4. místo celkově
Volta a la Comunitat Valenciana
7. místo celkově
2021
Národní šampionát
 vítěz časovky
Paříž–Nice
3. místo celkově
Critérium du Dauphiné
7. místo celkově
Tour de Romandie
7. místo celkově
Kolem Baskicka
10. místo celkově
vítěz 4. etapy
2022
Kolem Baskicka
2. místo celkově
vítěz 6. etapy
Národní šampionát
5. místo časovka
O Gran Camiño
6. místo celkově
Tour Poitou-Charentes en Nouvelle-Aquitaine
6. místo celkově
Paříž–Nice
7. místo celkově
7. místo GP Miguel Indurain
2023
vítěz GP Miguel Indurain
Tour de France
vítěz 12. etapy
Kolem Baskicka
3. místo celkově
5. místo Clásica de San Sebastián
7. místo Circuito de Getxo
8. místo Grand Prix Cycliste de Montréal
8. místo Tre Valli Varesine
10. místo Coppa Bernocchi
2024
9. místo Kolem Baskicka
4. místo GP Miguel Indurain

### Výsledky na etapových závodech
| Výsledky na Grand Tours        |      |      |      |      |      |      |      |      |      |      |      |      |      |      |
| Grand Tour                     | 2011 | 2012 | 2013 | 2014 | 2015 | 2016 | 2017 | 2018 | 2019 | 2020 | 2021 | 2022 | 2023 | 2024 |
| Giro d'Italia                  | —    | 48   | —    | —    | 27   | —    | —    | —    | 36   | —    | —    | —    | —    | —    |
| Tour de France                 | —    | —    | 69   | 41   | —    | 47   | DNF  | 22   | —    | DNF  | 26   | 40   | 45   | DNF  |
| Vuelta a España                | —    | —    | —    | —    | —    | —    | —    | 9    | 16   | 29   | 26   | —    | —    |      |
| Výsledky na etapových závodech |      |      |      |      |      |      |      |      |      |      |      |      |      |      |
| Závod                          | 2011 | 2012 | 2013 | 2014 | 2015 | 2016 | 2017 | 2018 | 2019 | 2020 | 2021 | 2022 | 2023 | 2024 |
| Paříž–Nice                     | —    | —    | 55   | 19   | 26   | 5    | 7    | 4    | 21   | —    | 3    | 7    | 21   | 26   |
| Tirreno–Adriatico              | 24   | 16   | —    | —    | —    | —    | —    | —    | —    | —    | —    | —    | —    | —    |
| Volta a Catalunya              | DNF  | —    | —    | —    | —    | —    | —    | —    | —    | NS   | —    | —    | —    | —    |
| Kolem Baskicka                 | —    | —    | 47   | 55   | 3    | —    | 3    | 3    | 1    | NS   | 10   | 2    | 3    | 9    |
| Tour de Romandie               | 103  | —    | —    | 8    | —    | 3    | 5    | 89   | —    | NS   | 7    | 64   | DNF  |      |
| Critérium du Dauphiné          | —    | —    | —    | —    | —    | —    | —    | —    | —    | —    | 7    | —    | —    |      |
| Tour de Suisse                 | —    | —    | 34   | 43   | DNF  | 2    | 6    | 15   | —    | NS   | —    | 34   | 12   |      |

| —   | Nezúčastnil se  |
| DNF | Nedokončil      |
| DSQ | Diskvalifikován |
| NS  | Nekonalo se     |